# Photinus aliciae
Photinus aliciae is een keversoort uit de familie glimwormen (Lampyridae). De wetenschappelijke naam van de soort is voor het eerst geldig gepubliceerd in 2005 door Zaragoza Caballero.